# Kebonturi (Jaken)
Kebonturi is een bestuurslaag in het regentschap Pati van de provincie Midden-Java, Indonesië. Kebonturi telt 1534 inwoners (volkstelling 2010).